# Бадра, Игорь Иргитович
Игорь Иргитович Бадра (24 августа 1952, Кызыл, Тувинская автономная область — 21 мая 2020) — тувинский поэт, журналист, переводчик, заслуженный деятель искусств Республики Тыва (2008).

## Биография
Бадра Игорь Иргитович родился 24 августа 1952 года, в Кызыле Тувинской автономной области. Окончил Иркутский пушно-меховой техникум, Литературный институт им. М.Горького по специальности литературный критик. Работал киномехаником, плотником, сварщиком на стройках Кызыла, Ак-Довурака, был художественным руководителем в Доме культуры, корреспондентом газет «Тыванын аныяктары», «Шын» и Государственного комитета телерадиовещания, охотоведом в управлении охотничьего хозяйства, председателем Комитета по внешнеэкономическим связям при Правительстве Республики Тыва, редактором тувинского книжного издательства, начальником Департамента охотничьего хозяйства республики. Избирался депутатом Кызылского горсовета. Его первое стихотворение «Сайлык» опубликовано в 1964 г. в газете «Сылдысчыгаш». В стихах размышляет о жизни, времени, судьбе. Отредактировал и издал неопубликованные романы своего отца, писателя Иргит Бадра «Арзылан Кудерек» (1996, 2003), «Пилот Кидиспей» (2004). Переводил стихи многих тувинских поэтов на русский язык. Он перевел на тувинский язык произведения А. Самунова, М. Мафтута, Ж. Юбухаева и других. С тувинского на русский перевел сборник сатирических и юмористических рассказов В. Хомушку «Сокровенная мечта». Награждён медалью «100-летие М. А. Шолохова» (2005). Заслуженный деятель искусств Республики Тыва (2008). Член Союза журналистов СССР (1981), Союза писателей Республики Тыва.
Работал специалистом в этнокультурном центре коренных народов Саяно-Алтайского нагорья при Ассамблее народов РФ в Абакане.Среди народов Саяно-Алтайского нагорья Игорь Иргитович Бадра признан настоящим поэтом и писателем.
В последнее время с 2014-2019 годы работал секретарем-делопроизводителем в Верховном Хурале (Парламенте) Республики Тыва.

## Основные публикации
- сборник стихов «Молодость моя»(1984)
- «Любимые турпаны матери» (1990)
- проза «Шрам от кандалов» (2008)
- Странные люди" (2008)
- стихи «Звездному человеку»,"Песня твоя","Партия", «Восход луны», «Корни жизни», «Цветок», «Каприз»
- «Сын двух матерей» баллада и др.

## Награды и звания
- медаль «100-летие М. А. Шолохова» (2005)
- Заслуженный деятель искусств Республики Тыва (2008)